# Miles Olman
Miles Olman (né le 23 février 1986 à Rockhampton) est un coureur cycliste australien.

## Palmarès sur piste

### Championnats du monde juniors
- 2003
  -  Champion du monde de course aux points juniors
- 2004
  -  Champion du monde de poursuite par équipes juniors (avec Simon Clarke, Michael Ford et Matthew Goss)
  -  Champion du monde de l'américaine juniors (avec Matthew Goss)
  -  Médaillé d'argent de la course aux points

### Coupe du monde
- 2004-2005
  - 3e de la poursuite par équipes à Sydney

### UIV Cup
- 2007
  - UIV Cup Amsterdam espoirs (avec Leigh Howard)
  - UIV Cup Dortmund espoirs (avec Leigh Howard)

### Championnats d'Australie
- 2003
  - 2e de la course aux points juniors
- 2004
  -  Champion d'Australie de course aux points juniors
  - 2e de la poursuite juniors
- 2005
  - 3e de la course aux points
- 2006
  -  Champion d'Australie de course aux points
  -  Champion d'Australie de l'américaine (avec Simon Clarke)
  - 3e de la poursuite par équipes
- 2008
  - 3e de l'américaine

## Palmarès sur route

### Par années
- 2003
  - 8e étape du Tour of Queensland
- 2006
  - 2e étape du Tour of Gippsland
  - 2e du Tour of Gippsland
  - 3e du championnat d'Australie du contre-la-montre espoirs
- 2007
  - 12e étape du Tour of the Murray River
  - 3e du championnat d'Australie du contre-la-montre espoirs

### Classements mondiaux
| Année         | 2007 |
| ------------- | ---- |
| UCI Asia Tour | 219e |